# Глобално село
Глобалното село е термин, въведен от Маршал Маклуън, изследовател в областта на комуникациите, през 1959 г. и след това в книгата му „Галактиката Гутенберг“, която е публикувана през 1962 г.
Маклуън въвежда този термин, за да определи как влияят масовите комуникации върху областите на интереси и взаимоотношенията на хората, като превръщат напълно непознати по целия свят в партньори в техните области на новини, интереси и потребление, благодарение на средствата за масово осведомяване, които разпространяват едновременно или в рамките на кратък период от време информация, новини и забавления сред широката общественост по света. Според Маклуън намаляването на разстоянията, което се създава при пренос на информация чрез масмедиите произвежда свиване на земното кълбо до глобално село, с ограничен брой интересни точки и всички хора от селото са ангажирани с тях и се фокусират върху тях. Когато говорим за глобално село, намерението е да се подчертае, че целият свят се е превърнал в едно голямо село. Село, чиито жители живеят на далечни места на големи разстояния, но всички получават една и съща информация, водят сходен начин на живот, имат близки отношения и си влияят един на друг - все едно, че живеят в едно голямо село. Взаимоотношенията и взаимните ефекти се отразяват и в отношенията между държавите и техните икономики. Например, когато криза се случи в една страна, тя засяга и икономиките на други страни навсякъде по света, когато на едно място се открие търговски петрол, това влияе върху цените на петрола в световен мащаб; И когато настъпи природно бедствие във всяка страна или регион на света, това може да окаже влияние върху икономиката, върху технологиите в целия свят.
Днес хората могат да взаимодействат с целия свят от различни места. Маклуън въвежда термина години преди развитието на средствата за комуникация по начин, който да им позволява незабавно предаване на събития (първото трансатлантическо предаване на живо става факт през 1967 г.). През последните години електронните комуникационни технологии се развиват, за да позволят едновременно излъчване на събития по целия свят, събития като Олимпиадата и Световното първенство се превръщат в глобални събития, които милиарди хора гледат едновременно. Развитието на Интернет и възможностите за приятелство засилиха способността на хората не само да наблюдават събитията едновременно и да съсредоточат интереса си към подобни въпроси, но и да реагират на събития, да обменят мнения и да предават информация, която не е предоставена от един централен орган.
Мнозина свързват различни явления на глобализацията и размиването на различните култури с термина „глобално село“. Явления като американизацията се считат за пример, тъй като един източник (Съединените щати) предоставя своя свят на концепции и култура на много други чрез телевизия, кино и развлечения.
Концепцията за глобално село означава, че почти целият свят става едно голямо село, защото почти всеки има мобилно устройство, Skype, компютър и други. Тези устройства ни позволяват да си взаимодействаме и да виждаме хората в далечни страни, тези дейности правят света по-„по-близък“, по-глобален, а оттам и термина „глобално село“.